# Dactylolabis laticellula
Dactylolabis laticellula là một loài ruồi trong họ Limoniidae. Chúng phân bố ở miền Cổ bắc.